# Кубок Наследного принца Катара 2013
Кубок Наследного принца Катара 2013 — 19-й розыгрыш Кубка Наследного принца Катара, проходивший с 27 апреля по 6 мая. В соревновании приняли участие 4 лучшие команды Катара по итогам Лиги звёзд Катара 2012/2013.

## Участники
- Ас-Садд : чемпион Лиги звёзд Катара 2012/2013
- Лехвия : 2-е место в Лиге звёзд Катара 2012/2013
- Аль-Джаиш : 3-е место в Лиге звёзд Катара 2012/2013
- Эр-Райян : 4-е место в Лиге звёзд Катара 2012/2013

## Детали матчей

### 1/2 финала
| Лехвия                          | 2 – 1 | Аль-Джаиш             |
| ------------------------------- | ----- | --------------------- |
| Луис Жуниор 8′ · Нам Тхэ Хи 88′ | Отчёт | Даме Траоре 2′ (авт.) |

| Эр-Райян                   | 1 – 3 | Ас-Садд                                                   |
| -------------------------- | ----- | --------------------------------------------------------- |
| Мухаммед Касула 57′ (авт.) | Отчёт | Ибрахим Маджид 27′ · Халфан Ибрахим 31′ · Юнис Махмуд 48′ |

### Финал
| Лехвия                                                  | 3 – 2 | Ас-Садд                                   |
| ------------------------------------------------------- | ----- | ----------------------------------------- |
| Исмаил Мухаммед 16′ · Адель Лами 30′ · Юссеф Мсакни 42′ | Отчёт | Юнис Махмуд 14′ (пен.) · Ли Джон Су 90+2′ |

| Кубок Наследного принца Катара Победитель 2013 |
| ---------------------------------------------- |
| Лехвия 1-й титул                               |